# Deutsch-Italienisches Hochschulzentrum
Das Deutsch-Italienische Hochschulzentrum (Italienisch: Ateneo Italo-Tedesco) ist eine Koordinierungsstelle zur Vertiefung und Festigung von vielfältigen Kooperationen zwischen deutschen und italienischen Hochschulen. Das Hochschulzentrum soll insbesondere die Entwicklung von neuen gemeinsamen Studienprogrammen mit Bachelor- und Master-Abschluss und gemeinsam betreute Promotionsvorhaben sowie die Gründung gemeinsamer Graduiertenkollegs anregen und fördern.
Das Hochschulzentrum wurde im Jahr 2000 gegründet und hat seinen Sitz in Trient mit einer Nebenstelle beim Deutschen Akademischen Austauschdienst in Bonn.

## Förderpreise
Das Hochschulzentrum vergibt jährliche Förderpreise an deutsche und italienische Wissenschaftler, die sich für den Dialog zwischen den beiden Ländern und der Vermittlung der Kultur das jeweils anderen Landes ausgezeichnet haben.

### Ladislao-Mittner-Preis
Der Ladislao-Mittner-Preis wird vom Hochschulzentrum an italienische promovierte Wissenschaftler in wechselnden Disziplinen vergeben, die Herausragendes mit Deutschlandbezug publiziert haben. Er vom Bundesministerium für Bildung und Forschung finanziert. Die Auszeichnung ist benannt nach dem italienischen Germanisten Ladislao Mittner (1902–1975) und verbunden mit einer Dotierung in Höhe von 5.000 Euro und einem DAAD-Stipendium für einen einmonatigen Aufenthalt in Deutschland.
| Jahr | Fachgebiet                          | Preisträger                                                                   |
| ---- | ----------------------------------- | ----------------------------------------------------------------------------- |
| 2002 | Philosophie                         | Massimo Ferrari (Universität Turin)                                           |
| 2003 | Rechtswissenschaften                | Paolo Maria Vecchi (Universität Rom III) Stefano Troiano (Universität Verona) |
| 2004 | Zeitgenössische Geschichte          | Andrea D’Onofrio (Universität Federico II, Neapel)                            |
| 2005 | Germanistik (Literaturwissenschaft) | Camilla Miglio (Universität La Sapienza, Rom)                                 |
| 2006 | Übersetzungswissenschaften          | Marina Pugliano (Nuovo Traduttore Letterario, NTL)                            |
| 2007 | Politikwissenschaften               | Silvia Bolgherini (Universität Federico II, Neapel)                           |
| 2008 | Wirtschaftswissenschaften           | Elena Carletti (Europäisches Hochschulinstitut)                               |
| 2009 | Soziologie                          | Elena Esposito (Universität Modena und Reggio Emilia)                         |
| 2010 | Germanistik (Sprachwissenschaft)    | Marcella Costa (Universität Turin)                                            |
| 2011 | Pädagogik                           | Anna Aluffi Pentini (Universität Rom III)                                     |
| 2012 | Musikwissenschaft                   | Luca Aversano (Universität Rom III)                                           |
| 2013 | Kunstwissenschaft                   | Giovanna Targia (Bibliotheca Hertziana)                                       |
| 2014 | Philosophie                         | Francesca Iannelli (Universität Rom III) Laura Anna Macor (Universität Padua) |
| 2015 | Rechtswissenschaften                | Alberto de Franceschi (Universität Ferrara)                                   |

### Clemens-Brentano-Preis
Der Clemens Maria Brentano-Preis wird vom Deutsch-Italienischen Hochschulzentrum an deutsche Italien-Forscher vergeben. Er ist benannt nach dem deutschen Dichter Clemens Brentano (1778–1842) und verbunden mit einer Dotierung in Höhe von 5.000 Euro und einem Stipendium für einen Forschungsaufenthalt in Italien.
| Jahr | Fachgebiet                | Preisträger                                               |
| ---- | ------------------------- | --------------------------------------------------------- |
| 2006 | Archäologie               | Franz Alto Bauer (Ludwig-Maximilians-Universität München) |
| 2007 | Politikwissenschaften     | Alexander Grasse (Justus-Liebig-Universität Gießen)       |
| 2010 | Wirtschaftswissenschaften | Dieter Urban (RWTH Aachen)                                |